# Diocèse de Pinar del Río
Le diocèse de Pinar del Río (en latin : Dioecesis Pinetensis ad Flumen ; en espagnol : Diócesis de Pinar del Río) est un diocèse de l'Église catholique à Cuba, suffragant de l'archidiocèse de San Cristóbal de La Havane.

## Territoire

Diocèse de Pinar del Río

Il comprend la province de Pinar del Río et une partie de la province d'Artemisa dont le reste est gérée par l'archidiocèse de San Cristóbal de La Havane. Son territoire possède une superficie de 13 500 km2 divisé en 26 paroisses. L'évêché est à Pinar del Río où se trouve la cathédrale de saint Rudesind.

## Histoire
Le diocèse est érigé le 20 février 1903 par la bulle Actum praeclare du pape Léon XIII en prenant sur le territoire du diocèse de San Cristóbal de La Havane (aujourd'hui archidiocèse de San Cristóbal de La Havane). Il est nommé suffragant de l'archidiocèse de Santiago de Cuba.
Le 6 juin 1925, il intègre la province ecclésiastique de San Cristóbal de La Havane.

## Évêques
- Braulio Orúe Vivanco (1903-1904)
  - Sede vacante (1904-1907)
- José Manuel Dámaso Rúiz y Rodríguez (1907-1925) nommé archevêque de la Havane
  - Sede vacante (1925-1941)
- Evelio Díaz y Cía (1941-1959) nommé évêque auxiliaire de la Havane
- Manuel Pedro Rodríguez Rozas (1960-1978)
- Jaime Lucas Ortega y Alamino (1978-1981) nommé archevêque de la Havane
- José Siro González Bacallao (1982-2006)
- Jorge Enrique Serpa Pérez (2006-2019)
- Juan de Dios Hernández Ruiz, S.J (2019- )